# You, Be Cool!
You, Be Cool!是日本國王唱片旗下的唱片品牌，媒體常以「You, Be Cool!/KING RECORDS」或「King Records」來表示。

## 概要
之前是DefSTAR Records所屬的AKB48，移籍國王唱片至發行第1張單曲《大聲鑽石》發售時中發表移籍該品牌。

## 所屬藝人
- 前田敦子 - AKB48在籍時即以個人歌手身分出道，並延續至AKB48畢業後。
- 河西智美 - AKB48前成员，自NIPPON CROWN（日语：日本クラウン）移籍。
- 藤田奈那（AKB48） - 通過AKB48集團猜拳大會（日语：AKB48グループじゃんけん大会）勝出得以出道。
- 猜拳民（日语：逆さ坂） - 通過AKB48集團猜拳大會勝出得以出道。
- STU48
- fairy w!nk - 通過AKB48集團猜拳大會勝出得以出道。

## 前屬藝人
- 板野友美 - AKB48在籍時即以個人歌手身分出道，AKB48畢業後转至主厂牌國王唱片。
- NO NAME - 仅发行第二张单曲。
- 渡邊美優紀（元NMB48）
- AKB48 - 2023年移籍至环球音乐旗下的厂牌EMI Records[1]。

## 備註
1. ↑  . スポーツ報知 (報知新聞社). 2023-02-27  [2023-02-28]. （原始内容存档于2023-02-28）.

## 外部連結
- AKB48 - KING RECORDS OFFICIAL SITE （页面存档备份，存于）
- 板野友美 - KING RECORDS OFFICIAL SITE （页面存档备份，存于）
- 前田敦子 - KING RECORDS OFFICIAL SITE （页面存档备份，存于）
- STU48 - KING RECORDS OFFICIAL SITE （页面存档备份，存于）